# Hide from the Sun
Hide from the Sun (с англ. — «Спрятаться от солнца») — шестой студийный альбом финской рок-группы The Rasmus. Впервые альбом был выпущен 12 сентября 2005 года в Центральной части Европы, Скандинавии, Соединённом Королевстве и Японии. Позднее релиз альбома состоялся в Соединённых Штатах 10 октября 2006 года. Название альбома «Hide from the Sun» — цитата из песни «Dead Promises».
| Оценки критиков | Оценки критиков                                                          |
| Источник        | Оценка                                                                   |
| --------------- | ------------------------------------------------------------------------ |
| Kerrang!        | 2 из 5 звёзд · 2 из 5 звёзд · 2 из 5 звёзд · 2 из 5 звёзд · 2 из 5 звёзд |
| Melodic         | [ 1 ]                                                                    |

Hide from the Sun получил платиновый статус в Финляндии. Кроме того, только в Великобритании было продано около 15 тысяч экземпляров альбома, а во всём мире — более 500 тысяч. К песням «No Fear», «Sail Away» и «Shot» были сняты видеоклипы. Также был снят клип к песне «Immortal», несмотря на то, что она не была выпущена как сингл.

## Список композиций
| №                   | Название                                 | Длительность |
| ------------------- | ---------------------------------------- | ------------ |
| 1.                  | «Shot»                                   | 4:18         |
| 2.                  | «Night After Night (Out of the Shadows)» | 3:44         |
| 3.                  | «No Fear»                                | 4:07         |
| 4.                  | «Lucifer’s Angel»                        | 4:01         |
| 5.                  | «Last Generation»                        | 4:03         |
| 6.                  | «Dead Promises»                          | 3:39         |
| 7.                  | «Immortal»                               | 4:58         |
| 8.                  | «Sail Away»                              | 3:48         |
| 9.                  | «Keep Your Heart Broken»                 | 3:55         |
| 10.                 | «Heart of Misery»                        | 3:27         |
| 11.                 | «Don’t Let Go»                           | 4:51         |
| Общая длительность: | Общая длительность:                      | 44:57        |

| №   | Название       | Длительность |
| --- | -------------- | ------------ |
| 12. | «Open My Eyes» | 3:48         |

| №   | Название                       | Длительность |
| --- | ------------------------------ | ------------ |
| 12. | «Trigger»                      | 3:21         |
| 13. | «No Fear» (Chris Vrenna Remix) | 3:40         |

| №  | Название                    | Длительность |
| -- | --------------------------- | ------------ |
| 1. | «Making of No Fear» (Video) | 8:00         |
| 2. | «No Fear» (Video)           | 3:41         |

| №   | Название                       | Длительность |
| --- | ------------------------------ | ------------ |
| 12. | «Dancer in the Dark»           | 3:28         |
| 13. | «Open My Eyes» (Acoustic)      | 3:21         |
| 14. | «Trigger»                      | 3:21         |
| 15. | «No Fear» (Chris Vrenna Remix) | 3:40         |
| 16. | «Sail Away» (Benztown Mixdown) | 7:29         |
| 17. | «Lucifer’s Angel» (Acoustic)   | 3:47         |

| №  | Название                        | Длительность |
| -- | ------------------------------- | ------------ |
| 1. | «Keep Your Heart Broken» (Live) | 4:04         |
| 2. | «Heart of Misery» (Live)        | 3:37         |
| 3. | «Sail Away» (Live)              | 3:50         |
| 4. | «No Fear» (Live)                | 3:59         |
| 5. | «In The Shadows» (Live)         | 4:43         |

## Участники записи
- The Rasmus
  - Лаури Юлёнен — вокал
  - Паули Рантасалми — гитара
  - Ээро Хейнонен — бас
  - Аки Хакала — ударные
- Дополнительные музыканты
  - Apocalyptica — виолончели и аранжировки «Dead Promises»
  - Йеспер Норденстрём, Якоб Рутберг, Анна С. Уоллгрен, Роланд Кресс, Кристиан Бергквист  — струнные аранжировки на тему «Lucifer’s Angel» и «Sail Away»
- Производство
  - Мартин Хансен, Майкл Норд — продюсер, запись, сведение
  - Кристофер Станнов — мастеринг
  - Роджер Лиан — ремастеринг

## Позиции в чартах

### Альбом
| Год  | Чарт                | Высшая позиция |
| ---- | ------------------- | -------------- |
| 2005 | Finland Album Chart | 1              |
| 2005 | France Albums Chart | 29             |
| 2005 | Sweden Albums Chart | 16             |

### Синглы
| Год  | Сингл       | Чарт                  | Позиция |
| ---- | ----------- | --------------------- | ------- |
| 2005 | «No Fear»   | Finland Singles Chart | 1       |
| 2005 | «No Fear»   | France Singles Chart  | 41      |
| 2005 | «No Fear»   | Sweden Singles Chart  | 23      |
| 2005 | «Sail Away» | Finland Singles Chart | 2       |
| 2005 | «Sail Away» | Sweden Singles Chart  | 58      |
| 2006 | «Shot»      | Finland Singles Chart | 6       |